# Eucnide hirta
Eucnide hirta là một loài thực vật có hoa trong họ Loasaceae. Loài này được (G.Don) H.J.Thomps. & W.R.Ernst mô tả khoa học đầu tiên năm 1967.